# Klaipėda
Klaipėda (németül Memel, oroszul Клайпеда) litván kikötőváros. Klaipėda Litvánia legnagyobb kikötője. A történelmi Memel-vidék (Memelland) és 1807-08-ban Poroszország fővárosa is volt. A város környéke a versailles-i békéig a Német Birodalom részét képezte, majd a két világháború között autonóm tartomány volt, német többségű lakossággal. A Harmadik Birodalom 1939-ben visszafoglalta, majd a háború után a Szovjetunióhoz csatolták.

## Fekvése

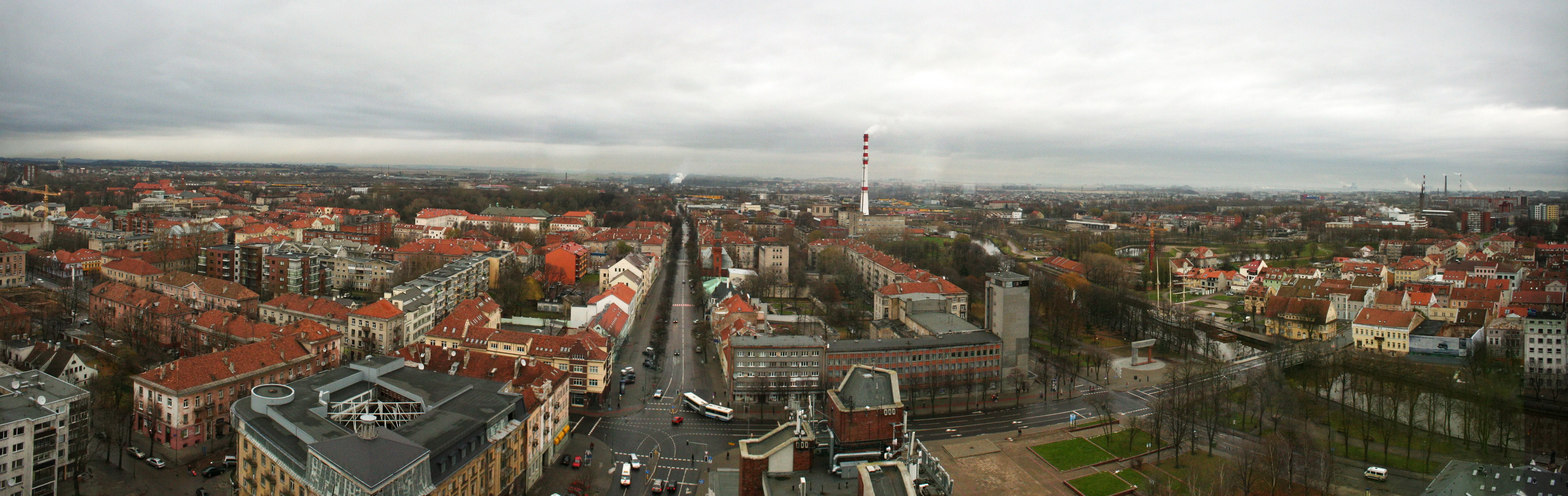
Klaipėdai panoráma

Kalinyingrádtól 120 km-re északra, Litvánia fővárosától Vilniustól 290 km-re északnyugatra, a Danga folyó torkolatánál, a Kur-öböl partján, a Kur-földnyelv északi csúcsával szemben helyezkedik el.

## Lakossága
2001-es adatok szerint a város lakosságának 71%-a litván, 21,3%-a orosz, 2,4% ukrán 1,8%-a fehérorosz a fennmaradó 3,5% egyéb nemzetiségű.

## Látnivalók
A városhoz tartozó Kopgalisban található Litvánia Nemzeti Tengeri Múzeuma.

## Testvérvárosai
- Debrecen, Magyarország
- Karlskrona, Svédország

## Galéria

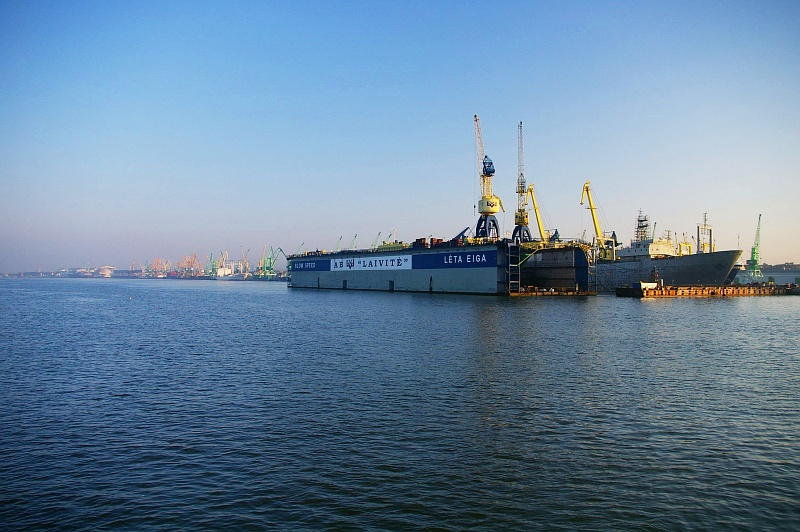
A kikötő
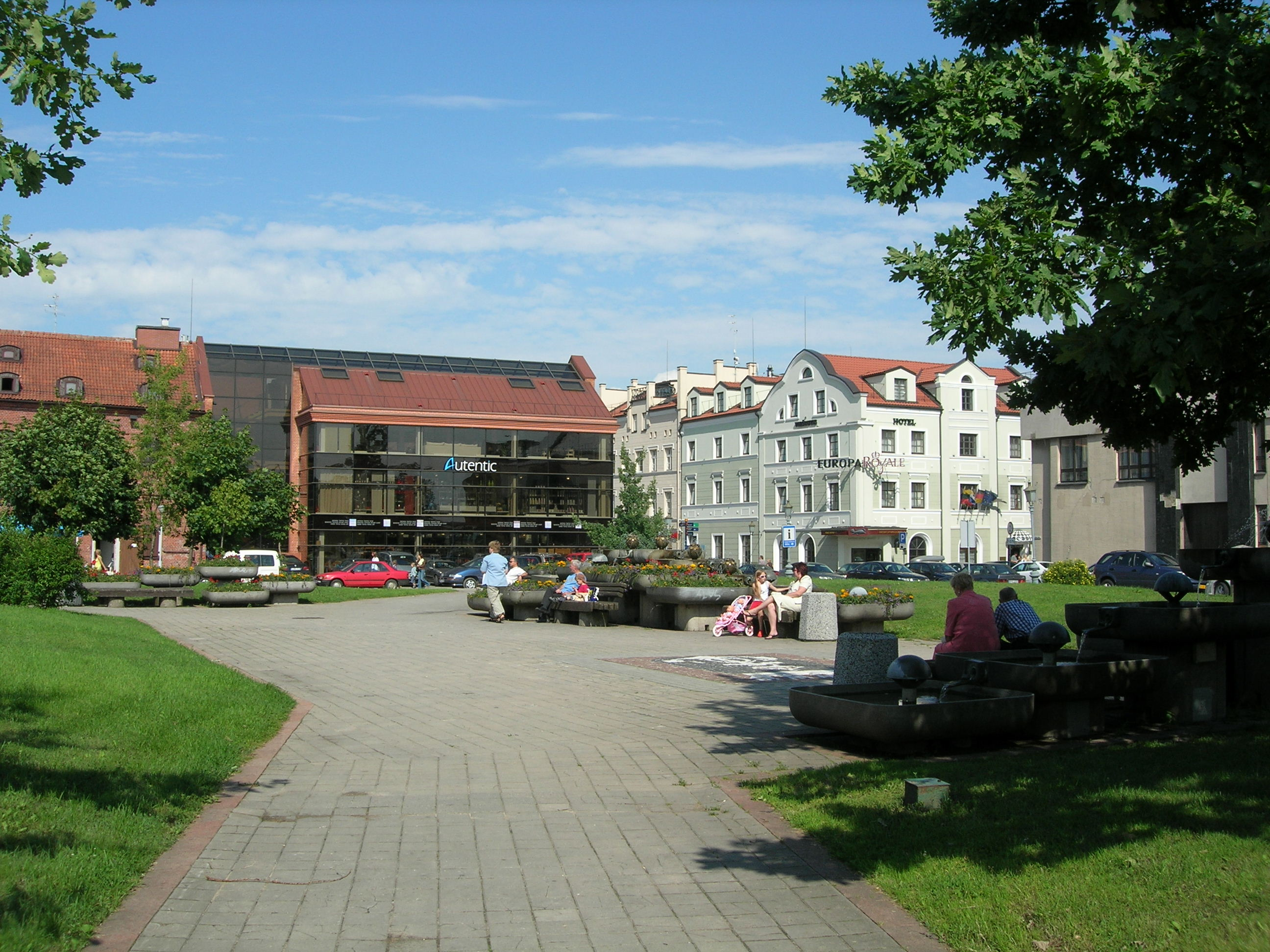
A Karskronos tér az óvárosban
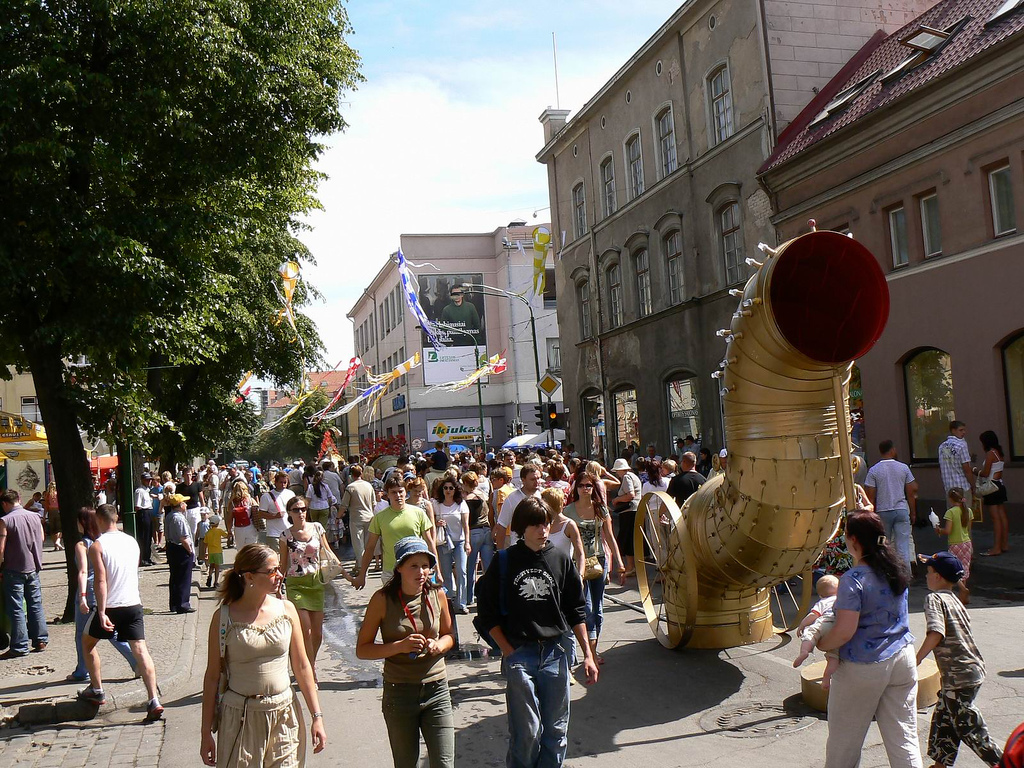
Tengeri fesztivál (2006)

1. ↑  Resident population by city / town at the beginning of the year. Statisztikai Hivatal, 2023. január 16. (Hozzáférés: 2023. február 12.)